# Bitva u Luzzary
Bitva u Luzzary (odpoledne až noc 15. srpna 1702) představovala jednu z významných bitev válek o dědictví španělské na italském bojišti. Francouzsko-španělsko-savojská koalice disponovala v roce 1702 na tomto bojišti značnou převahou a plánovala generální ofenzívu. Evžen Savojský si byl vědom toho, že pokud se jeho nepřátelé spojí, nedokáže se jim postavit a proto se rozhodl využít jejich dočasného rozptýlení a napadnout osamocené francouzské jednotky vévody z Vendôme. Vyrazil nečekaně ze svého ležení a po usilovném pochodu zaútočil na francouzský hlavní tábor, v němž Vendôme očekával své spojence. Dosáhl tím značného překvapení, neboť Vendôme nepředpokládal, že ho slabší protivník napadne v opevněném ležení a navíc odpoledne. V boji, který trval až do noci, byly francouzské jednotky přinuceny k ústupu.
Vítězství deklarovaly obě strany, ovšem vyšší ztráty Francouzů a jejich ústup přisuzují malé vítězství Habsburkům. Podle Víta Vlnase právě tato bitva přesvědčila savojského vévodu, Viktora Amadea II., že je možné uvažovat o změně stran. Každopádně však bitva narušila plány francouzské strany a zchladila snahu francouzských spojenců o co nejrychlejší svedení rozhodující bitvy, takže se s ní Vendôme musel rozloučit.